# Toray Sillook Open 1979
Toray Sillook Open 1979 - жіночий тенісний турнір, що проходив на закритих кортах Yoyogi National Gymnasium у Токіо (Японія). Належав до турнірів категорії AAAA в рамках Colgate Series 1979. Відбувсь усьоме і тривав з 11 вересня до 16 вересня 1979 року. Шоста сіяна Біллі Джин Кінг виграла титул й отримала за це 32 тис. доларів США. Досягнувши фіналу, Івонн Гулагонг Коулі стала шостою тенісисткою, що перетнула позначку 1 млн. доларів призових.

## Фінальна частина

### Одиночний розряд
Біллі Джин Кінг —  Івонн Гулагонг Коулі 6–4, 7–5
- Для Кінг це був 1-й титул в одиночному розряді за сезон і 122-й — за кар'єру.

## Розподіл призових грошей
| Дисципліна       | П       | F       | 3-тє   | 4-те   | ЧФ     | 1/8    | 1/16   |
| Одиночний розряд | $32,000 | $16,000 | $8,600 | $8,150 | $4,000 | $2,000 | $1,000 |

## Нотатки
1. ↑  Турніри з призовими для жінок принаймні 150 тис. доларів.[1]